# Octantis Cavi
Gli Octantis Cavi sono una formazione geologica della superficie di Marte.